# Seegefecht bei Coronel
Das Seegefecht bei Coronel zwischen dem deutschen Ostasiengeschwader und einem Geschwader der Royal Navy trug sich am 1. November 1914 in neutralen Gewässern vor Coronel zu. Die Seeschlacht vor der Küste Chiles lieferten sich Vizeadmiral Maximilian Graf von Spee und  Konteradmiral Sir Christopher Cradock. Beteiligte Schiffe waren auf deutscher Seite die Großen Kreuzer Scharnhorst und Gneisenau sowie die Kleinen Kreuzer Leipzig und Dresden. Auf britischer Seite kämpften die Panzerkreuzer Good Hope und Monmouth, der Leichte Kreuzer Glasgow und der Hilfskreuzer Otranto. Der deutsche Kleine Kreuzer Nürnberg traf gegen Ende des Gefechts ein, während das alte und langsame britische Linienschiff Canopus das Seegebiet nicht rechtzeitig erreichte. Die Schlacht endete mit der ersten größeren Niederlage der Royal Navy seit einem Jahrhundert.

## Vorgeschichte
Aus dem Pazifik kommend, hielt sich das deutsche Geschwader vom 12. bis zum 18. Oktober in der Cook’s Bay von Hanga Roa auf der chilenischen Osterinsel auf. Außer den fünf Kreuzern (die Leipzig war erst am 14. Oktober aus Mexiko kommend eingetroffen) gehörten die Versorgungsschiffe Baden, Titania, Göttingen, Yorck, Amasis, Anubis und Karnak zu Admiral Spees Streitmacht. Nach dem einwöchigen Kohlenbunkern wurden die leeren Kohlenschiffe Anubis und Karnak entlassen. Das restliche Geschwader steuerte an Salas y Gómez vorbei mit 10 Knoten Fahrt in Richtung chilenischer Küste. Bei einer Kommandantensitzung am 24. Oktober teilte Spee seinen Entschluss mit, den Gegner zum Kampf zu stellen und auszuschalten, um in den Atlantik durchzubrechen.
Am 26. Oktober kohlten Spees Kreuzer an der Westseite der Insel Mas Afuera. Spee ließ ausschließlich die Leipzig die Funkstille brechen, um den Eindruck zu erwecken, sie sei allein.
Konteradmiral Cradock war Anfang September zum Befehlshaber einer britischen Kreuzergruppe vor der brasilianischen Küste ernannt worden. In den Wochen bis zum Aufeinandertreffen der beiden Geschwader äußerte er gegenüber der Admiralität mehrfach seine Bedenken hinsichtlich der numerischen Unterlegenheit seiner Schiffe, stieß jedoch beim Ersten Lord der Admiralität (Marineminister) Winston Churchill auf taube Ohren. Am 21. Oktober verließ er mit seinen Schiffen Port Stanley und fuhr durch die Magellanstraße in den Pazifik. Ab dem 26. Oktober ankerte er in der Bucht von Vallenar im Chonos-Archipel. Die vorausfahrende Glasgow fing die Funksprüche der Leipzig auf. Cradocks Panzerkreuzer Good Hope und Monmouth brachen daraufhin am 30. Oktober von der Bucht von Vallenar aus auf, um die vermeintlich einzelne Leipzig zu stellen. Am 31. Oktober lief die Glasgow in Coronel ein. Dort wurde sie von Deutschen entdeckt, und die kurz zuvor ebenso wie die Yorck in Coronel eingetroffene Göttingen lichtete wieder den Anker und funkte um 02.50 Uhr am 1. November außerhalb der Dreimeilenzone: „Kreuzer Glasgow ankert auf Coronel Reede.“ Spees Geschwader marschierte daraufhin umgehend mit 14 Knoten nach Süden, um die Glasgow abzufangen.

## Das Gefecht

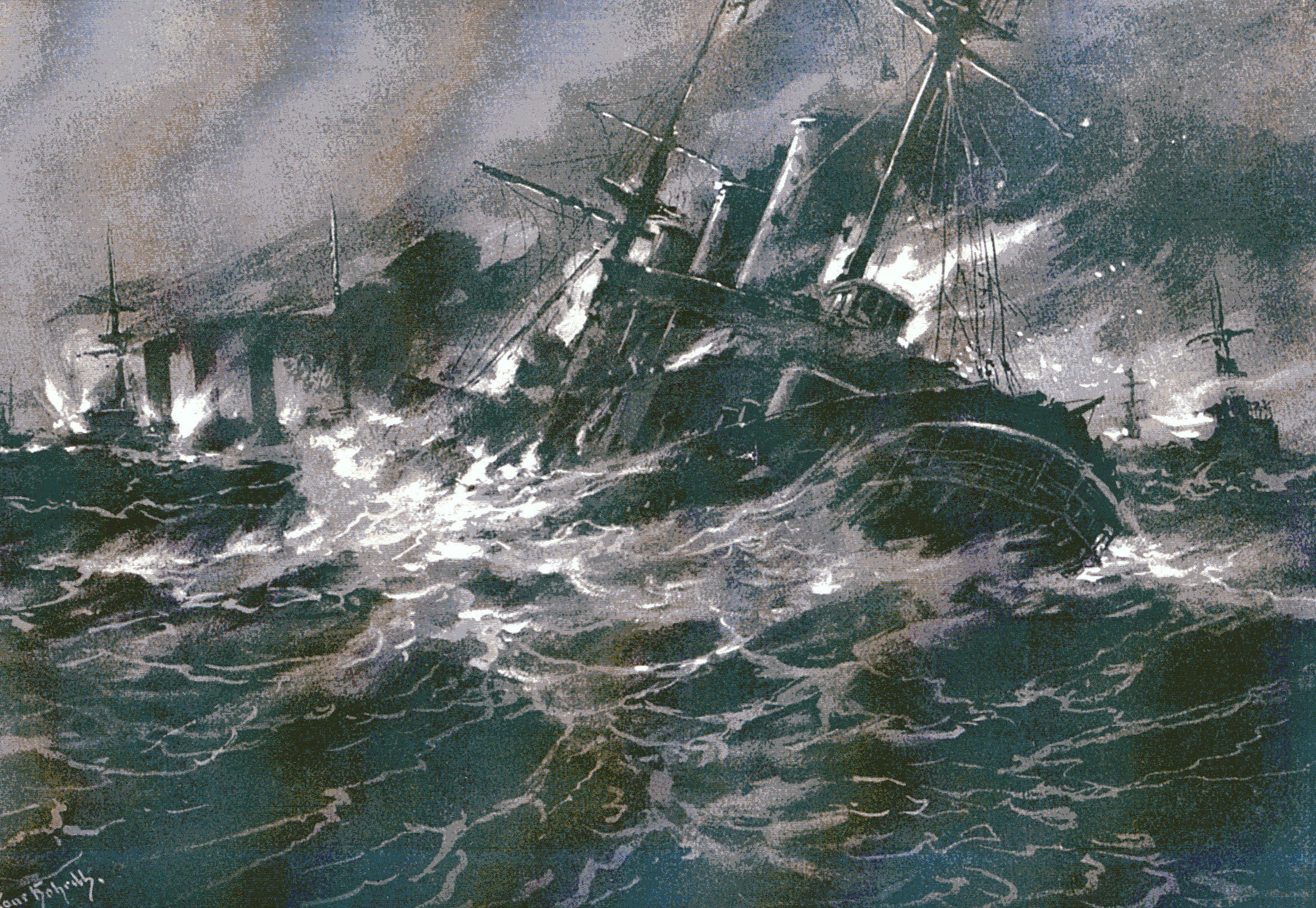
Die Seeschlacht bei Coronel (Hans Bohrdt)

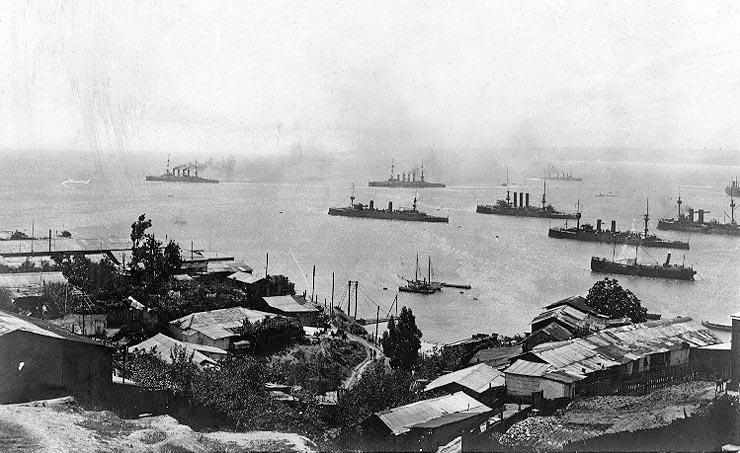
Das Ostasiengeschwader beim Verlassen von Valparaíso, nach dem Seegefecht bei Coronel

Die Glasgow hatte Coronel jedoch inzwischen wieder verlassen und war erneut zu Cradocks Verband gestoßen. Dieser verzichtete auf die Unterstützung der nur mit maximal 12 Knoten fahrenden Canopus und marschierte mit seinen schnelleren Kreuzern allein weiter.
Bei den Deutschen fiel die Nürnberg, die einen Dampfer und einen Segler durchsucht hatte, um 25 sm zurück. Die Dresden lief etwa 10 sm hinter den Panzerkreuzern her, um den Kontakt nicht abreißen zu lassen.
Um 16:17 Uhr meldete der Ausguck der Scharnhorst: „Zwei Schiffe im Westen gesichtet!“. Das waren die Glasgow und die Otranto, bei denen sich noch die Monmouth befand. Spee ließ den Verband eine Kiellinie formieren und lief mit 22 Knoten nach Süden. Die britischen Schiffe wendeten und liefen Südwestkurs, um sich mit der von dort herankommenden Good Hope zu vereinigen. Cradocks Flaggschiff setzte sich an die Spitze des britischen Geschwaders und steuerte ebenfalls Südkurs, um in die Nähe der Canopus zu gelangen. Wegen der langsamen Otranto konnte Cradocks Verband lediglich 16 Knoten laufen. Ein Wind mit einer Stärke von 7 bis 8 aus südöstlicher Richtung erschwerte auf beiden Seiten den Einsatz der Kasemattengeschütze, da diese wegen ihrer geringen Höhe über der Wasserlinie oft von Spritzwasser oder hohen Wellen behindert wurden.
Artilleristisch waren sich die Gegner nicht ebenbürtig. Es standen hier bei den schweren Geschützen auf britischer Seite zwei einzelne 23.4-cm-Geschütze auf der Good Hope gegen insgesamt zwölf 21-cm-Geschütze auf den beiden deutschen Panzerkreuzern. Die britische Monmouth verfügte über kein größeres Kaliber als 15 cm. Zudem verfügten die beiden deutschen Großen Kreuzer über eine gut ausgebildete, allerdings auch vor einem halben Jahr zur Hälfte ausgetauschte Besatzung und ein modernes Feuerleitsystem. Im Unterschied dazu standen bei dem britischen Verband alte Schiffe wie die Panzerkreuzer Good Hope und Monmouth, die beide erst nach Kriegsausbruch wieder reaktiviert worden waren, und die große Anzahl von schwierig zu benutzenden Kasemattgeschützen bei den Schiffen.
Etwa zwei Stunden lang ließ Graf Spee seine Schiffe auf Parallelkurs hinter den Briten herlaufen, um den Sonnenuntergang im Westen abzuwarten – er bezweckte damit eine günstige artilleristische Stellung einzunehmen, bei der sich seine Schiffe vor dem dunklen östlichen Abendhimmel und der chilenischen Küste kaum noch abzeichneten während die Briten vor dem scharfen westlichen Abendrot deutlich zu erkennen waren. Cradock versuchte kurz nach 18 Uhr vergeblich, die sich außer Schussweite haltenden Deutschen zu stellen, welche sich jedoch wegen der ungünstigen Situation – die deutschen Schiffe wären durch die untergehende Sonne bei einem Gefecht geblendet worden – diesem Versuch entzogen, und blieb dann weiter auf seinem südlichen Kurs.
Um 18:20 Uhr setzte die Dämmerung ein, wodurch sich die britischen Schiffe im Westen deutlich vom Abendhimmel abhoben, während die deutschen Kreuzer im Osten nahezu unsichtbar wurden. Cradock steuerte mit seinem Flaggschiff Good Hope ab 18:18 Uhr in südöstlicher Richtung. Spee wartete, bis die etwas zurückgebliebene Dresden herangekommen war.
Um 18:34 Uhr eröffneten die Deutschen auf 11 Kilometer das Feuer. Scharnhorst und Gneisenau feuerten auf die britischen Panzerkreuzer, Leipzig auf Glasgow und Dresden auf Otranto. Schon mit der dritten Salve erzielte die Scharnhorst auf der Good Hope einen Treffer, auch die Gneisenau lag bald bei der Monmouth im Ziel. Innerhalb von fünf Minuten wurden der vordere Geschützturm der Monmouth und der Kommandostand der Good Hope zerstört. Die Briten beantworteten das deutsche Feuer zwar sofort, doch außer der für sie schlechten Sicht erwies sich auch die von Südosten anrollende schwere See als Behinderung für ihre 6"/152-mm-Kasemattgeschütze.
Schon gegen 18:50 Uhr scherte die Monmouth brennend aus der Schlachtlinie aus und versuchte zu entkommen. Die beiden deutschen Großen Kreuzer vereinigten ihr Feuer nun auf die Good Hope. Diese erhielt ähnlich viele Treffer wie die Monmouth und gab nur noch Einzelschüsse ab. Um 19:23 Uhr war eine heftige Explosion auf ihr zu beobachten, wenig später verschwand der auflodernde Feuerschein. Das britische Flaggschiff war gerade nach einer Explosion der Munitionskammern gesunken.
Die Leipzig traf die Glasgow je einmal am Heck und am Vorschiff, ein weiterer Treffer wurde ein Blindgänger. Der Hilfskreuzer Otranto ergriff nach der dritten Salve und einem Treffer der Dresden brennend die Flucht, so dass die Dresden Zielwechsel auf die Glasgow vornehmen konnte. Diese erhielt fünf Wasserlinientreffer, bis die nun herrschende Dunkelheit einen weiteren Beschuss verhinderte. Kurz nach 19:30 Uhr stellte die Glasgow das Feuer ein und verschwand.
Die beiden deutschen Spitzenschiffe hatten um 19:26 Uhr das Feuer eingestellt. Auf der Monmouth waren die Brände inzwischen erloschen. Sie drehte gegen 19:35 Uhr auf Westkurs und etwa eine Stunde später auf Nordkurs, um das Heck gegen die See zu legen. Glasgow und Otranto dagegen suchten nach der Canopus.
Die Leipzig hielt auf einen Feuerschein zu und fuhr dabei durch ein Trümmerfeld, bei dem es sich um die Überreste der Good Hope handelte. Inzwischen besserte der Mondschein die Sichtverhältnisse wieder. Um 20.05 Uhr sichtete die hinterherfahrende Nürnberg die Glasgow, die aber außer Sicht kam. Stattdessen traf sie auf die schwerbeschädigte Monmouth, und um 20:50 Uhr ließ Kapitän Karl von Schönberg das Feuer auf 1000 m Entfernung eröffnen. Die Entfernung sank auf 600 m, ein abgeschossener Torpedo traf dennoch nicht. Die Monmouth erwiderte das Feuer nicht, blieb aber beflaggt und drehte auf die Nürnberg zu. Die Nürnberg setzte sich mit hoher Fahrt hinter das Heck der Monmouth und beschoss das schief in der See liegende Wrack auf kürzeste Distanz mit 105 Granaten. Um 20.15 Uhr meldete die Nürnberg dem Verbandschef die Versenkung per Funk. Dies erwies sich jedoch als voreilig; denn tatsächlich kenterte die Monmouth erst um 20.58 Uhr und sank.

## Nach dem Gefecht
Um 21:50 Uhr ging Spee mit seinen Panzerkreuzern auf nördlichen Kurs und ließ um 22 Uhr die Kleinen Kreuzer eine Aufklärungslinie bilden. Ab 23 Uhr suchte das Geschwader entlang der chilenischen Küste nach den entkommenen britischen Schiffen. 1700 britische Seeleute waren gefallen, unter ihnen auch Admiral Cradock, während es auf deutscher Seite nur geringe Verluste und Gefechtsschäden gab. Die Scharnhorst hatte zwei, die Gneisenau vier Treffer erhalten, die Kleinen Kreuzer blieben ohne Treffer. Die beiden Panzerkreuzer allein hatten 42 % ihrer 21-cm-Munition verschossen und keine Ersatzmöglichkeiten.
Strategisches Ergebnis der Schlacht war, dass der östliche Pazifik und die Westküste Südamerikas  zwischen Panama und Kap Hoorn in deutscher Hand waren. Es bestand die Gefahr, dass die Kaiserliche Marine in den Südatlantik durchbrechen und die englischen Handelsrouten stören würde.
Die Verantwortung für die erste Niederlage der Royal Navy nach der Schlacht bei Plattsburgh 1814 gegen die United States Navy wurde dem Ersten Seelord Prinz Ludwig Alexander von Battenberg zugeschoben. Churchill hatte ihn wegen seiner deutschen Wurzeln und wegen der fehlgeschlagenen Belagerung von Antwerpen (1914) durch die Royal Marines zur Unterstützung Belgiens bereits kurz zuvor zum Rücktritt gedrängt. Durch diese glückliche Fügung konnte sich Churchill seiner Mitverantwortung für das Fiasko entziehen und die erforderlichen Maßnahmen ergreifen, um das deutsche Geschwader doch noch zu vernichten.
Nach dem Gefecht entschloss sich Graf Spee aufgrund der schlechten Versorgungslage seiner Einheiten zum Durchbruch in den Atlantischen Ozean. Dort wurde das deutsche Geschwader am 8. Dezember 1914 durch britische Einheiten, inklusive zweier Schlachtkreuzer, im Seegefecht bei den Falklandinseln mit Ausnahme der Dresden und der bereits Monate vor dem Gefecht entlassenen Emden versenkt.

## Bilder

Die Befehlshaber und die beteiligten Schiffe
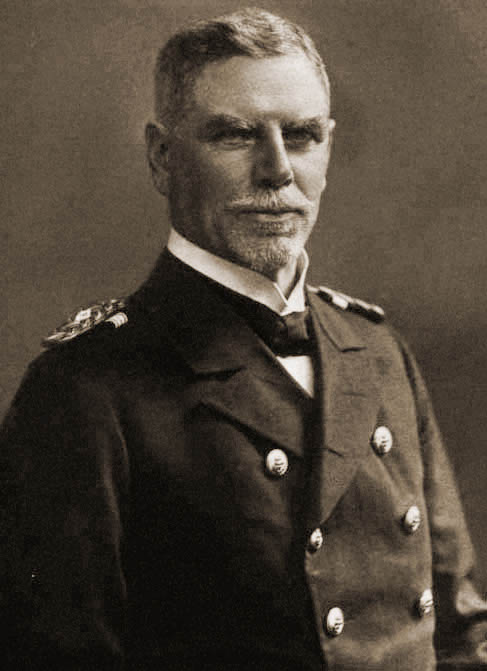
Maximilian Graf von Spee (1913)
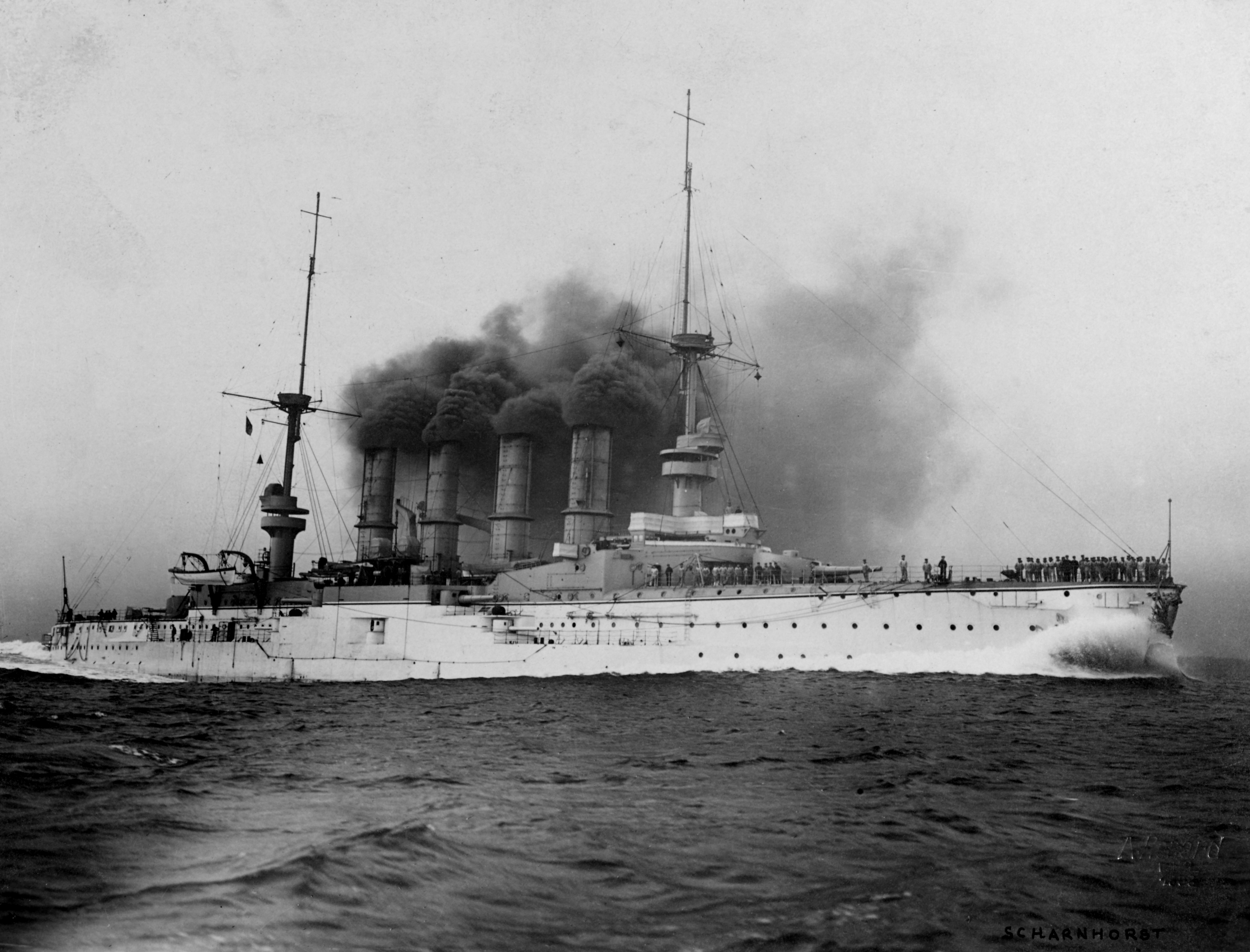
Das deutsche Flaggschiff SMS Scharnhorst
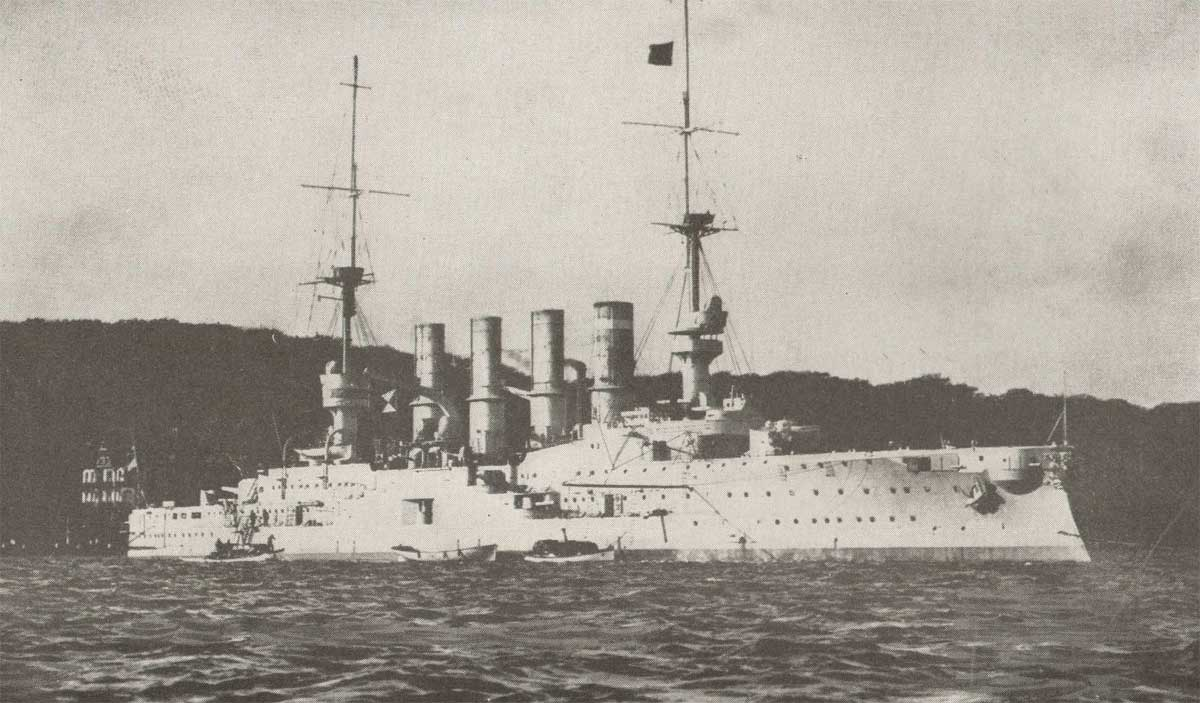
SMS Gneisenau
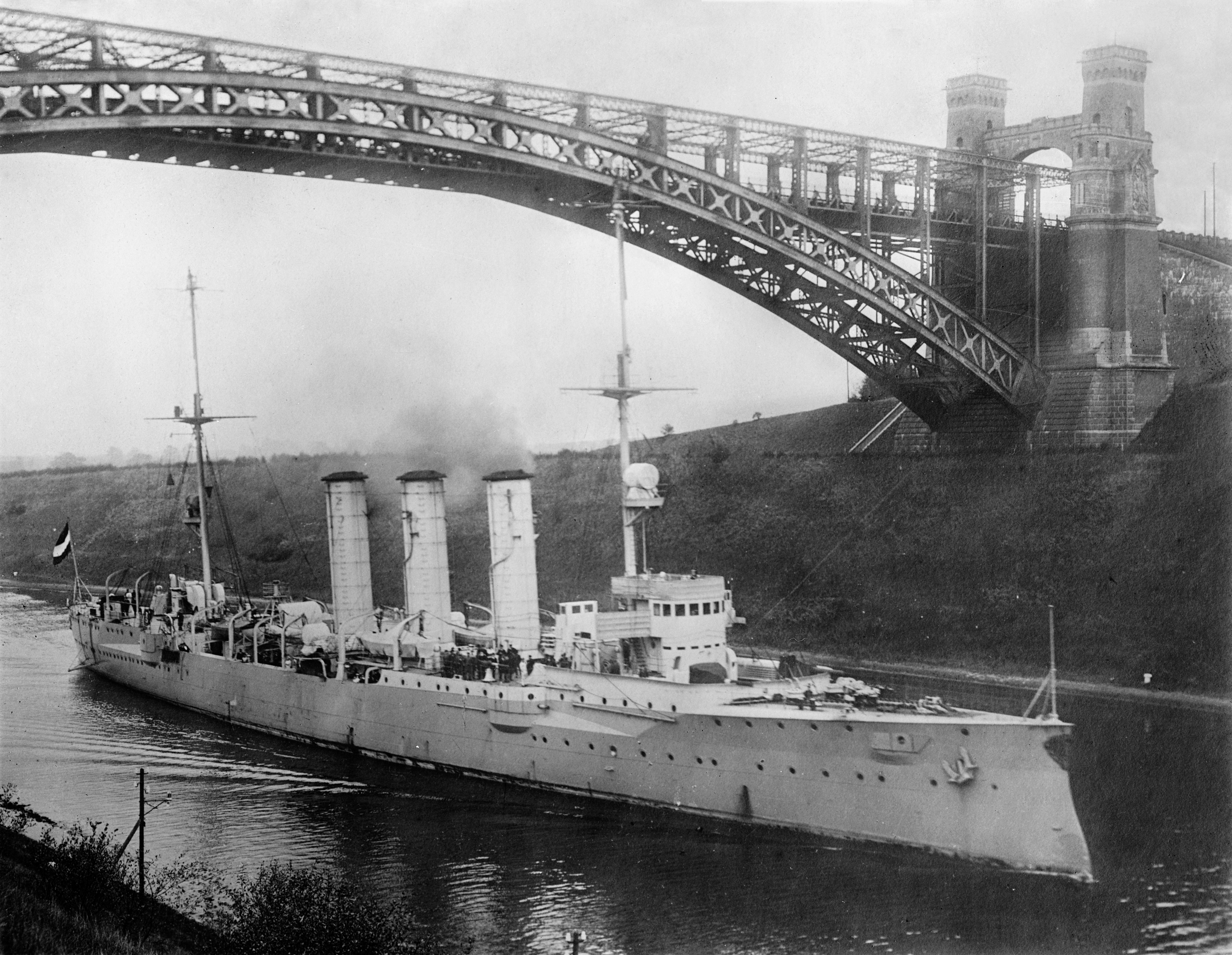
SMS Dresden
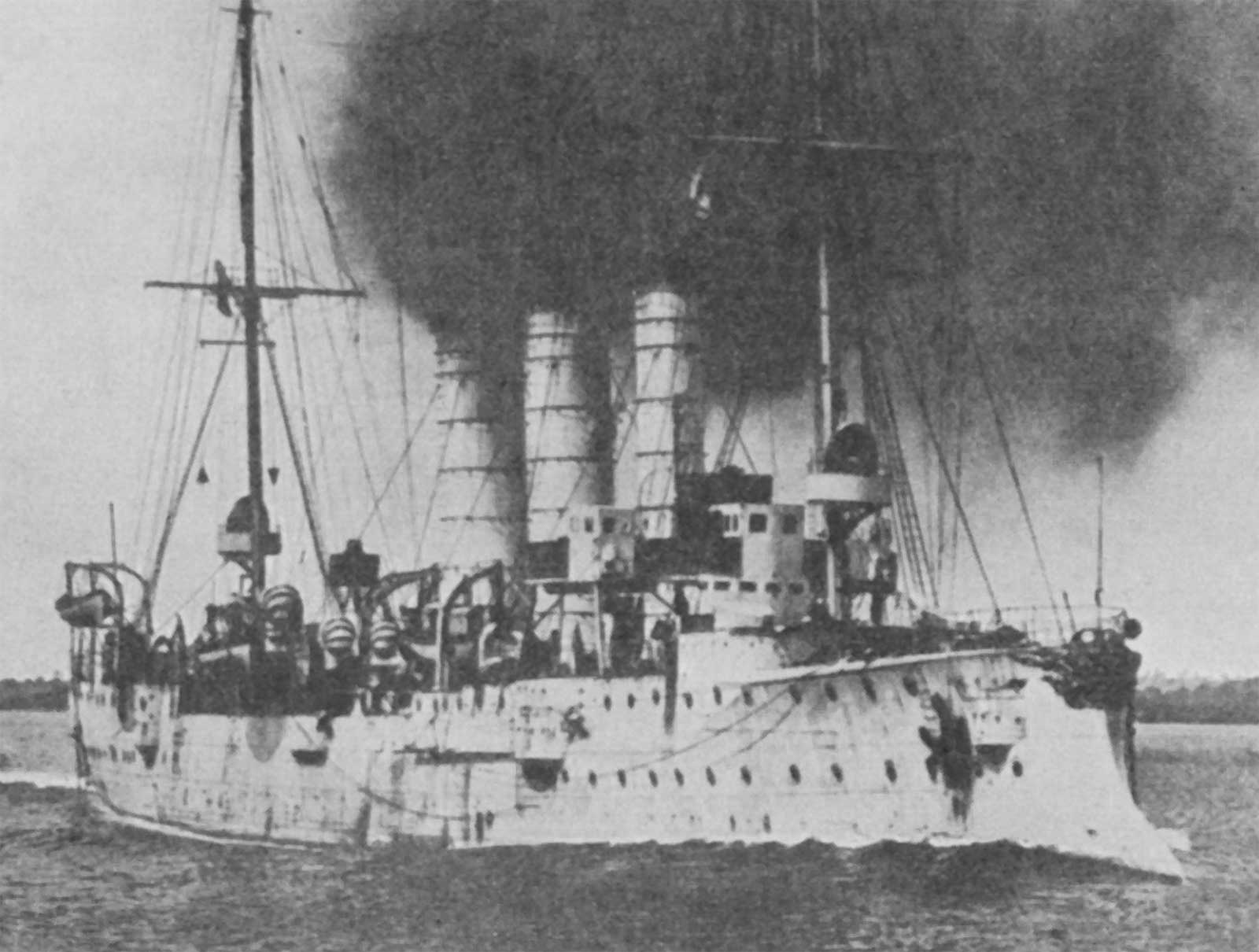
SMS Leipzig
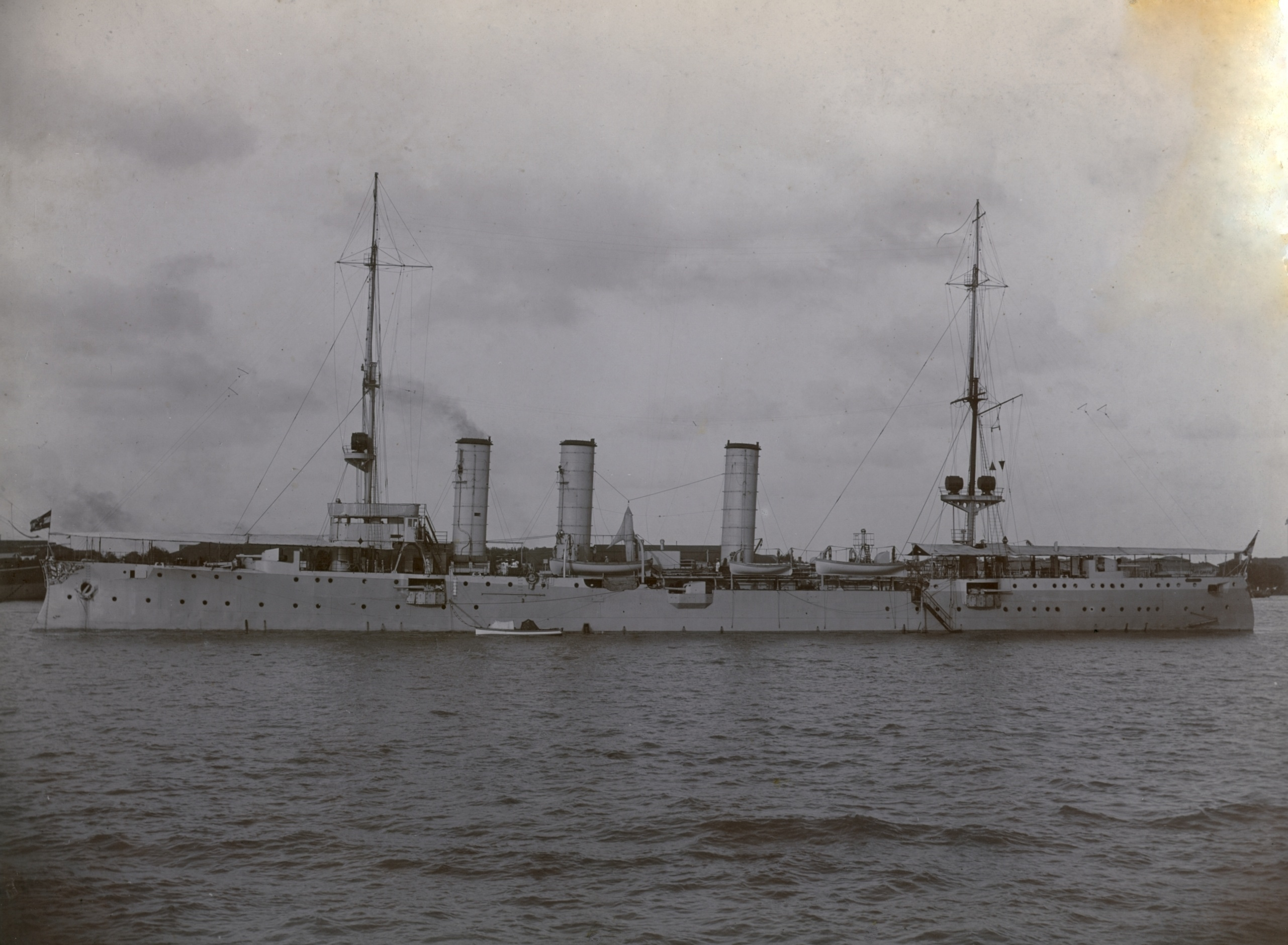
SMS Nürnberg
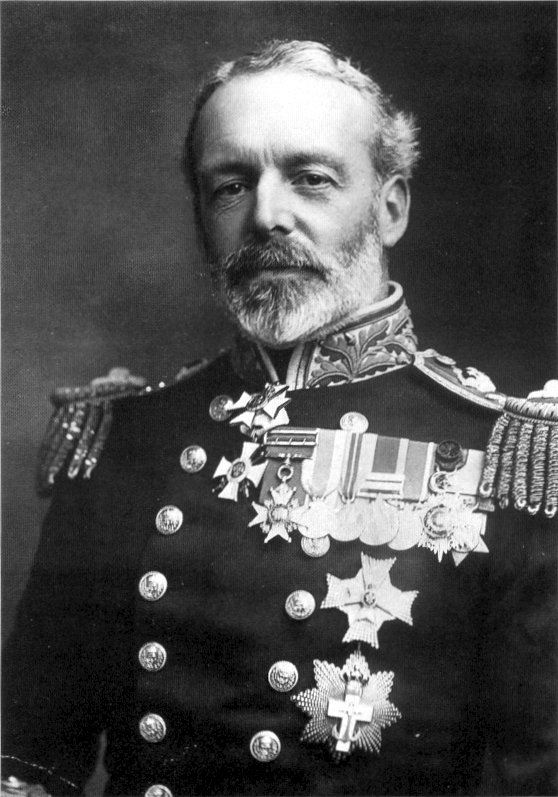
Sir Christopher Cradock
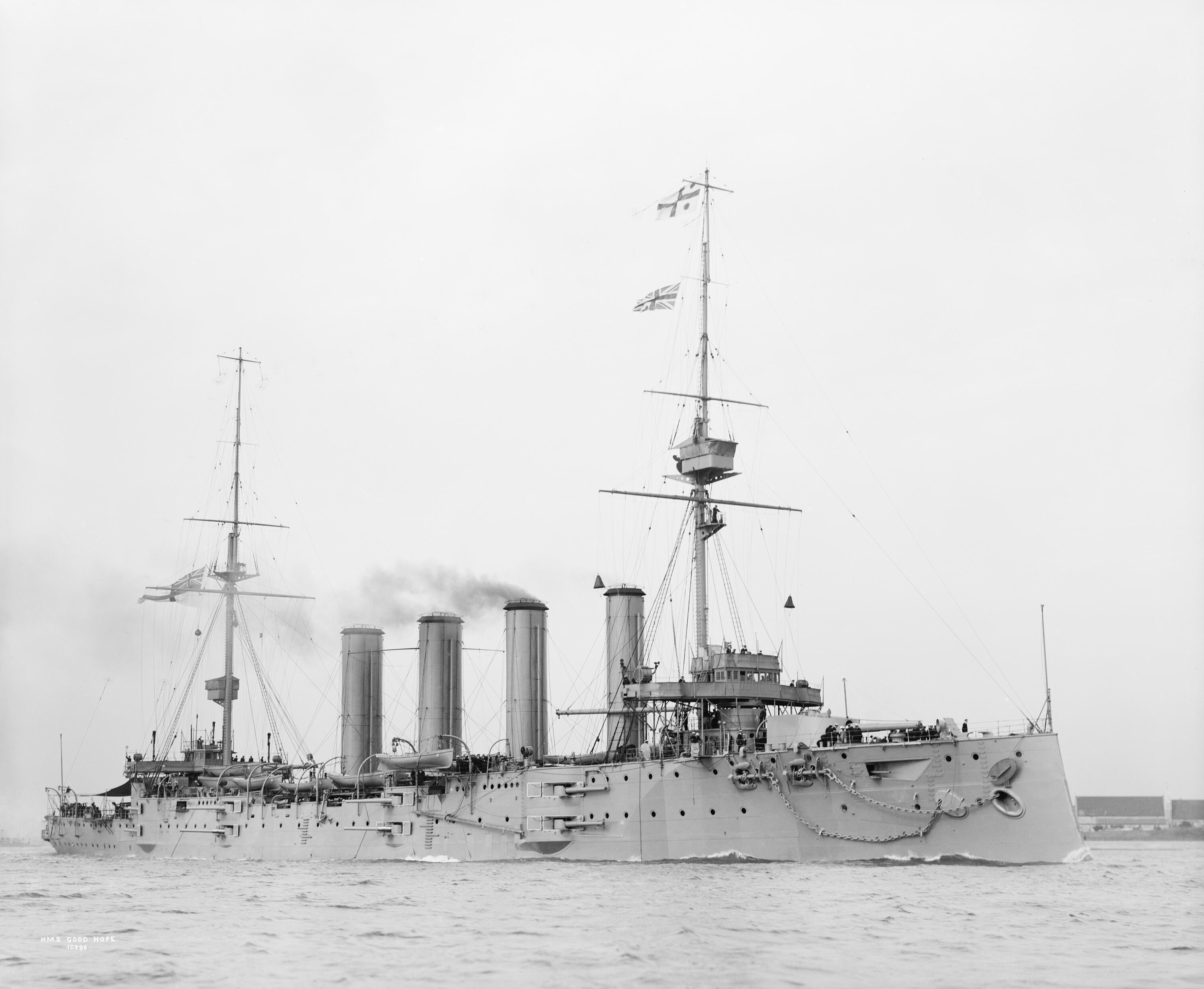
Das britische Flaggschiff HMS Good Hope
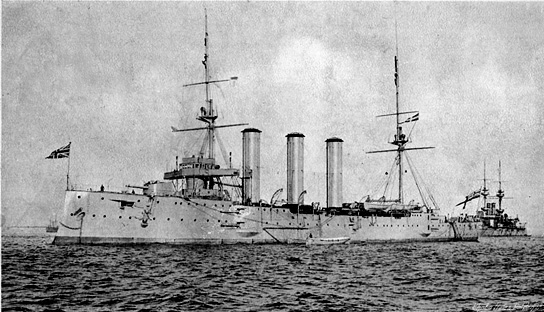
HMS Monmouth (Vorkriegsfoto)
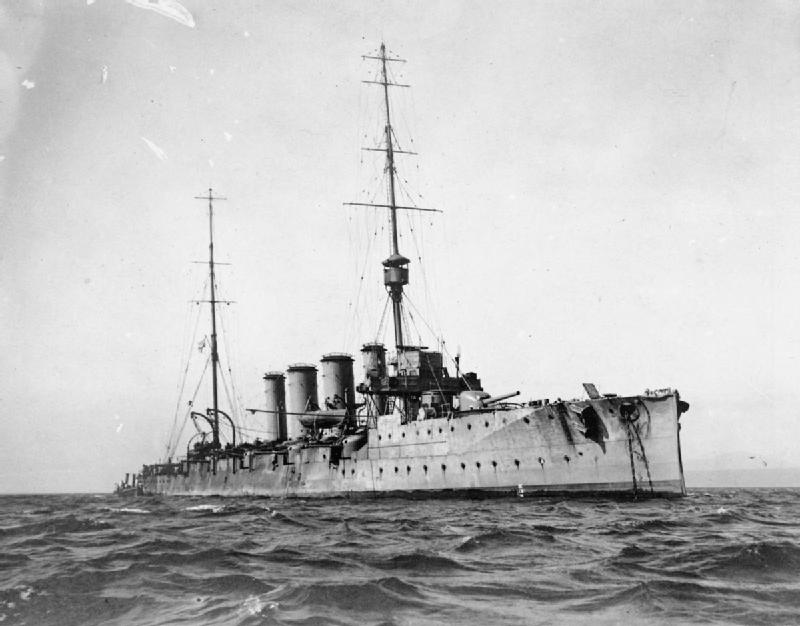
HMS Glasgow in Valparaiso vor der Schlacht
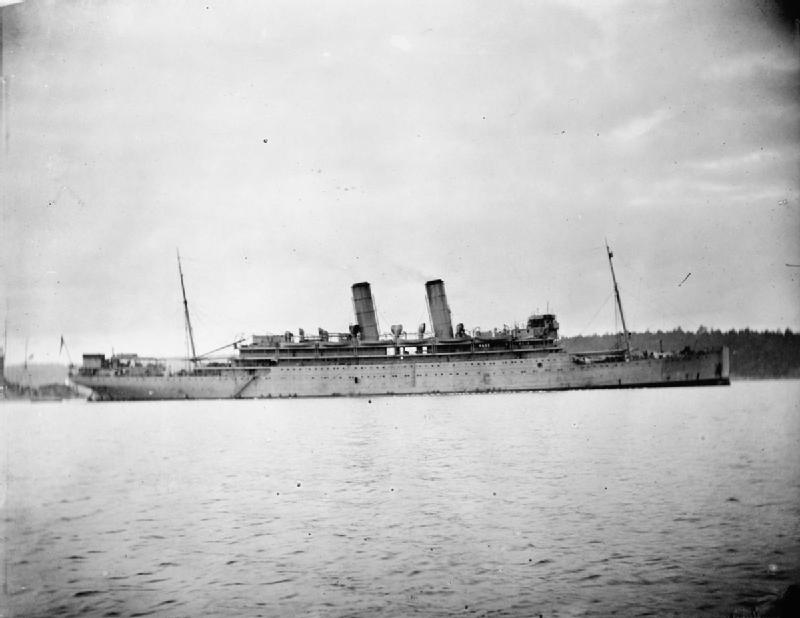
Hilfskreuzer Otranto

## Trivia
Einige Berge der Coast Mountains entlang der kanadischen Pazifikküste sind nach Namen aus dem Seegefecht bei Coronel benannt: Mount Good Hope, Mount Monmouth, Mount Cradock, Admiral Ridge, Canopus, Otranto und Glasgow Mountains, Mount Scharnhorst, Mount Leipzig und Mount Dresden. Der letztere, 2656 m hohe Gipfel wurde im Jahre 2006 eigens zur 800-Jahr-Feier der Stadt wieder bestiegen.